# Mistrzostwa Polski w Biathlonie 2018
51. Mistrzostwa Polski w biathlonie odbyły się w dniach 28–29 marca 2018 roku w Dusznikach-Zdroju. Rozegrano sprinty oraz biegi ze startu wspólnego.

## Terminarz i medaliści
| Data       | Konkurencja          | Złoto                              | Srebro                             | Brąz                                           |
| 28.03.2018 | Sprint kobiet        | Krystyna Guzik AZS AWF Katowice    | Monika Hojnisz AZS AWF Katowice    | Kamila Żuk AZS AWF Katowice                    |
| 28.03.2018 | Sprint mężczyzn      | Grzegorz Guzik BLKS Żywiec         | Łukasz Szczurek BKS WP Kościelisko | Mateusz Janik AZS AWF Wrocław/BOSSM Czarny Bór |
| 29.03.2018 | Bieg masowy kobiet   | Karolina Pitoń BKS WP Kościelisko  | Magdalena Gwizdoń BLKS Żywiec      | Joanna Jakieła BKS WP Kościelisko/SMS Zakopane |
| 29.03.2018 | Bieg masowy mężczyzn | Łukasz Szczurek BKS WP Kościelisko | Grzegorz Guzik BLKS Żywiec         | Mateusz Janik AZS AWF Wrocław/BOSSM Czarny Bór |